# Vallebergastenen
Vallebergastenen med signum DR 337, är en runsten som nu är placerad vid Runstenshögen i Lundagård i Lund, Skåne. Stenen är flyttad till en krets av runstenar (9:1-6) i kanten av en sentida hög.
På 1700-talet låg Vallebergastenen i ett gärde vid Valleberga. Den danske fornforskaren Thorsen fann emellertid endast nederdelen av stenen 1845, då använd som staketstolpe. Arkeologen Nils G. Bruzelius fann ovandelen 1869 och sammanfogade de båda delarna. Stenen transporterades strax därefter till Runstenshögen i Lund. Det har spekulerats huruvida de två på runstenen omnämnda männen, Manne och Svenne, eventuellt tillhörde det så kallade Tingalidet i England, bildat av den danske kungen Knut den store efter hans erövring av England 1016. Tingalidet bestod av nordiska krigare som skulle försvara England från yttre fiender, och fick sitt slut 1066 med Vilhelm Erövrarens invasion av England. Manne och Svenne skulle enligt runinskriften ha stupat i västerled och ligger begravda i London. Stenen är dekorerad med ett kristet kors på sida A. Runformerna, den kristna formuleringen kombinerat med korset placerar runstenen tidsmässigt till mitten av 1000-talet.

## Inskriften
Translitterering av runraden:
sida A : suin : auk : þurgutr : kiaurþu : kubl : þisi ¶ eftiʀ : mana ¶ auk · suina 
sida B kuþ : hialbi : siaul : þeʀa : uel : ian : þeʀ : likia : i : luntunum
Normalisering till rundanska:
§A Swen ok Þorgotr/Þorgundr gærþu kumbl þæssi æftiʀ Manna ok Swena. 
§B Guþ hialpi siol þeʀa wæl, æn þeʀ liggia i Lundunum.
Översättning till nusvenska:
Sven och Torgot gjorde kumler dessa efter Manne och Svenne. Gud hjälpe själen deras väl; men de ligger (dvs. är begravda) i London.